# خلية فاتكة طبيعية
الخلايا الفاتكة الطبيعية أو الخلايا القاتلة الطبيعية (بالإنجليزية: Natural killer cell)‏ هي نوع من اللمفاويات السامة للخلايا التي تشكل مكون أساسي في الجهاز المناعي الفطري.
دور الخلايا القاتلة الطبيعية هو مشابه لدور الخلايا التائية السامة للخلايا في الاستجابة المناعية التكيفية عند الفقاريات. تلعب الخلايا القاتلة الطبيعية دوراً مهماً في رفض ولفظ الأورام والخلايا المخموجة بالفيروسات. تطلق هذه الخلايا حبيبات هيولية صغيرة من البروتينات تدعى برفورين perforin وغرانزيم granzyme تسبب موت الخلية الهدف بعملية الموت الخلوي.
تُعرّف الخلايا القاتلة الطبيعية بأنها خلايا لمفاوية حبيبية كبيرة لا تملك مستقبلات مستضدات الخلايا التائية (TCR) أو واصمات الخلايا التائية الشاملة (CD3) أو مستقبلات الخلايا البائية السطحية للغلوبولينات المناعية (Ig)، إنّما تُعبّر الخلايا القاتلة السطحية عن: الواصمات السطحية كتلة التمايز 16 أي (FcγRIII) وجزيئات التصاق الخلايا العصبية في الإنسان، و NK1.1/NK1.2 في سلالات معينة من الفئران.
سُمّيت الخلايا «القاتلة الطبيعية» بهذا الاسم بسبب الانطباع الأولي بأنّ هذه الخلايا لا تحتاج إلى تفعيل كي تقتل الخلايا التي تفتقد واصمات الذات لمعقد التوافق النسيجي الكبير (MHC) من النمط الأول I. على أية حال، تُعرف هذه الخلايا اليوم على أنها خلايا يتم تفعيلها.

## التفعيل
يتم ضبط نشاط الخلايا الفاتكة الطبيعية بإحكام، لإعطائها القدرة الكبيرة الحالّة للخلايا ومن أجل إعطائها الطاقة للقيام بالتفاعلية الذاتية. يجب أن تتلقى الخلايا القاتلة الطبيعية إشارة تحريض، حيث تأتي هذه الإشارة بصيغ متنوعة، تُعتبر الصيغ التالية الأكثر أهمية:
- 'السيتوكينات'

تلعب السيتوكينات دوراً حاسماً في تفعيل الخلايا الفاتكة الطبيعية. تتحرر السيتوكينات، على اعتبارها من جزيئات الشدة، عقب العدوى الفيروسية، توصل السيتوكينات الإشارة إلى الخلايا الفاتكة الطبيعية لإعلامها بوجود العوامل الممرضة الفيروسية.
- 'مستقبلات القطعة Fc' (يرمز له بـ FcR)

تُعبّر الخلايا القاتلة الطبيعية مع البلاعم إضافةً إلى عدة أنواع خلوية أخرى، عن جزيء FcR. يُعتبر FcR مستقبل كيميائي حيوي منشّط يعمل على ربط القطعة Fc من الأضداد. مما يسمح للخلايا القاتلة الطبيعية باستهداف خلايا معينة خلال عملية الجواب الخلطي التي تحرضت سابقاً، ويسمح لها بحلّ الخلايا عن طريق السمسة الخلوية المعتمدة على الأضداد (ADCC).
- 'المستقبلات المثبطة والمنشطة'

تُعبّر الخلايا القاتلة الطبيعية عن أنواع من المستقبلات بالإضافة إلى مستقبل Fc، تفيد المستقبلات المنشطة أو المثبطة في تنشيط أو تثبيط الفعالية الحالّة للخلايا القاتلة الطبيعية. ترتبط هذه المستقبلات بروابط عديدة في الخلايا الهدف، وتكون داخلية المنشأ أوخارجية المنشأ، وتلعب دوراً مهماً في ضبط جواب الخلايا الفاتكة الطبيعية.

## الآلية
تُعتبر الخلايا الفاتكة الطبيعية سامة للخلايا، تحوي الهيولى على حبيبات بروتينية صغيرة مثل البيرفورين والبروتياز. تُعرف هذه البروتينات باسم الغرانزيم. عند تحرر البرفرين بالقرب من مكان الخلية الهدف، يشكل البرفرين شقوب في الغشاء الهيولي للخلية الهدف مما يسمح للغرانزيم والجزيئات المرتبطة بالدخول لداخل الخلية، وتحرّض بالتالي حدوث عملية الموت الخلوي. في علم المناعة، يجب التمييز بين الانحلال الخلوي والموت الخلوي: تتحرر الفيريونات عند انحلال الخلية المخموجة بالفيروس، بينما يؤدي الموت الخلوي إلى تدمير الفيروس داخلياً.
تتفعل الخلايا الفاتكة الطبيعية كاستجابة للإنترفيرون والسيتوكينات المشتقة من البلاعم. وتفيد في احتواء العدوى فيروسية، في حين يقوم الجهاز المناعي التلاؤمي بتوليد خلايا تائية سامة للخلايا نوعية تجاه المستضدات لها القدرة على إزالة العدوى. يكون المرضى المصابون بعوز بالخلايا القاتلة الطبيعية أكثر عرضةً للإصابة بالمراحل الباكرة من عدوى الحلأ الفيروسي.
تحتاج الخلايا الفاتكة الطبيعية إلى آليات معينة تمكنها من تحديد فيما إذا كانت خلية ما مصابة بالعدوى أم لا، وذلك لكي تقوم الخلايا القاتلة الطبيعية بدورها الدفاعي عن الجسم ضد الفيروسات والإمراضيات الأخرى. تبقى الآليات الدقيقة موضوع التحقيقات والدراسات الحالية، لكن يعتقد أن آلية التعرف على الذات المتبدل لها علاقة بذلك. تملك الخلايا القاتلة الطبيعية نوعان من المستقبلات السطحيّة، المستقبلات المنشطة والمستقبلات المثبطة ، من أجل التحكم وضبط الفاعلية السمية للخلايا القاتلة الطبيعية. لا تتواجد معظم هذه المستقبلات على سطح الخلايا القاتلة الطبيعية فحسب، إنما يمكن إيجادها أيضاً في مجموعات أخرى من الخلايا التائية.
تتعرف المستقبلات المثبطة على ألائل معقد التوافق النسيجي الكبير من النمط الأول (MHC class I)، وهذا ما يفسر قيام الخلايا القاتلة الطبيعية بقتل الخلايا التي تملك مستويات منخفضة من جزيئات معقد التوافق النسيجي الكبير من الصنف الأول. هذا التثبيط يعتبر حاسما في الدور الذي تقوم به الخلايا القاتلة الطبيعية. تشتمل جزيئات معقد التوافق النسيجي الكبير على الآلية الأساسية التي تعرض الخلايا من خلالها المستضدات الفيروسية وتظهرها للخلايا التائية السمية. من التلاؤمات الشائعة لهذه الآلية ما يحدث في حالة الجراثيم داخل الخلوية والأورام حيث يحدث تنظيم أدنى مزمن لجزيئات المعقد التوافق النسيجي من النمط الأول مما يجعل الخلية لا تتأثر بالمناعة المتواسطة بالخلايا التائية. يُعتقد أن الخلايا القاتلة الطبيعية بدورها تطورت كرد فعل على هذا التلاؤم الحاصل، هذا وإنّ انخفاض مستويات معقد التوافق النسيجي الكبير سيحرم الخلايا من التأثير التثبيطي لمعقّد التوافق النسيجي الكبير وسيجعل هذه الخلايا المحرومة أكثر عرضة للانحلال الذي تتوسطه الخلايا القاتلة الطبيعية.

## أنواع المستقبلات
تختلف أنواع مستقبلات الخلايا القاتلة الطبيعية (التثبيطية بالإضافة إلى بعض الأجزاء التنشيطية) من حيث البنية:
1. CD94: NKG2 (ثنائي قطع متغاير) — هو مستقبل من عائلة الليكتين من النوع C، يتواجد في القوارض والمقدَّمات primates كالإنسان والقرود، ويتعرف على الجزيئات غير الكلاسيكية (غير متعددة الأشكال) من معقد التوافق النسيجي الكبير مثل HLA E. لذا وبشكل غير مباشر تعتبر هذه طريقة لمعاينة مستويات جزيئات HLA الكلاسيكية (متعددة الأشكال)، لأن إظهار HLA-E على سطح الخلية يعتمد على وجود ببتيدات الرئيسية من معقدات التوافق النسيجي الكبير من الصنف الأول الكلاسيكية.
2. LY49: (ثنائي قطع متجانس) _ قديم نسبياً، مستقبل من عائلة الليكتين من النوع C، يتواجد في الفئران بشكل ذو جينات متعددة، في حين يكون لدى الإنسان ذو جين كاذب واحد، يشكّل LY49 مستقبل لجزيئات معقد التوافق النسيجي الكبير من الصنف الأول MHC 1 الكلاسيكية (متعددة الأشكال).
3. KIR: مستقبلات الخلية القاتلة المشابهة للغلوبولينات المناعية_تنتمي لعائلة (متعددة الجينات) من مستقبلات الحيز خارج الخلوي المشابهة للغلوبولينات المناعية المتطورة مؤخراً، تتواجد في المقدمات غير القارضة، وتُعتبر المستقبلات الأساسية لمعقدات التوافق النسيجي الكبير من الصنف الأول الكلاسيكية (مستضد الكريات البيضاء البشرية-أ، معقد التوافق النسيجي الكبير-ب، HLA-C) وتُعتبر المستقبلات الأساسية لمعقدات التوافق النسيجي من الصنف الأول غير الكلاسيكية (HLA-G) لدى المقدمات. تكون بعض مستقبلات الخلية القاتلة المشابهة للغلوبولينات المناعية نوعية تجاه أنواع ثانوية معينة من HLA.
4. ILT أو LIR: مستقبلات الكرية البيضاء المثبطة، اكتُشفت حديثاً، تنتمي لعائلة مستقبلات الغلوبولينات المناعية.

## التاريخ والاكتشاف
اكتُشفت الخلايا الفاتكة الطبيعية في بداية السبعينيات، خلال بحث تم إجراؤه لمعرفة القدرة المتميزة التي تتمتع بها الخلايا اللمفاوية التائية في حلّ الخلايا الورمية مقابل تلك الخلايا التي مُنّعت سابقاً. لاحظ الباحثون، خلال هذه التجارب، ما كانوا يسمّونه التفاعلية الطبيعية، هذا يعني قدرة جمهرة معينة من الخلايا على أن تحلّ الخلايا الورمية دون أن تكون هذه الخلايا حسّاسة مسبقاً تجاه الخلايا الورمية. ولأنّ هذه الاكتشافات لم تكن متوافقة مع النوذج المؤسس في ذلك الوقت، فإنّ كثير من هذه المشاهدات اعتُبرت زائفة في أول الأمر.
على أية حال، تم التحرّي عن فاعلية«القتل الطبيعي» خلال عام 1973 على نطاق واسع على أنواع مختلفة وبوجود سلالات منفصلة ومستقلة من الخلايا التي تملك هذه القدرة، وأصبحت فاعلية القتل الطبيعي التي تمتاز بها بعض الخلايا أمر مسلّم به. مع استخدام أضداد وحيدة النسيلة، نُسبت المقدرة على القتل الطبيعي إلى مجموعة من الخلايا اللمفاوية الحبيبية الضخمة وتُعرف اليوم باسم الخلايا القاتلة الطبيعية أو الخلايا الفاتكة الطبيعية.
سُمّيت الخلايا «القاتلة الطبيعية» بهذا الاسم بسبب الانطباع الأولي بأنّ هذه الخلايا لا تحتاج إلى تفعيل كي تقتل الخلايا التي تفتقد تعرف الذات. يُستخدم مصطلح فقدان التعرف الذاتي أو تمييز الذات الضائعة لوصف الخلايا التي تملك مستويات منخفضة من جزيئات الواصمات السطحية لمعقد التوافق النسيجي الكبير من الصنف الأول على سطحها الخلوي_ قد ينشأ هذا الوضع نتيجة العدوى الفيروسية أو في حالة الأورام تحت الضغط الاصطفائي الشديد الذي تمارسه الخلايا التائية القاتلة.
بقيت هذه الخلايا تُدعى بالاسم نفسه وهو الخلايا الفاتكة الطبيعية حتى بعد اكتشاف المستقبلات المنشطة، إذ اكتُشفت بعد عقدين من اكتشاف المستقبلات المثبطة، ولا زالت كلمة «طبيعي» تشير إلى الشيء ذاته الذي تم ذكره سابقاً. أما مصطلح «القاتلة الطبيعية» فأصبح يُبرّر من خلال الآتي:
- الخاصية التكوينية المميزة للخلايا اللمفاوية السمية المنشطة، مثلاً، حجمها كبير، ازدياد نشاط تركيب البروتينات في الشبكة الهيولية الباطنة الغزيرة، ووفرة الحبيبات الموجودة فيها.
- الحالة الناضجة، فهذه الخلايا ناضجة، لاتحتاج إلى الكثير من الاصطناع البروتيني الجديد ولاتحتاج لتغيير شكلها قبل أن تبدأ عملية القتل.
- لوحظت فاعلية القتل السريع في الخلايا القاتلة الطبيعية المعزولة حديثاً.

## وصلات خارجية
- Nkcells.info _ منبر معلومات للميدياويكي المتخصصة بالخلايا الفاتكة الطبيعية.
- BinnsBinns C (June 19, 2006), حراس الجسم الطبيعيون: كيف تتفعل خلاياك القاتلة. Livescience.com. وصل لهذا المسار في 2007-10-20.